# Lake Nebagamon
Lake Nebagamon ist eine Gemeinde (mit dem Status „Village“) im Douglas County im US-amerikanischen Bundesstaat Wisconsin. Im Jahr 2010 hatte Lake Nebagamon 1069 Einwohner.
Lake Nebagamon ist Bestandteil der bundesstaatenübergreifenden Metropolregion Twin Ports um die Städte Superior und Duluth in Minnesota.

## Geografie
Die Gemeinde liegt im Nordwesten Wisconsins am Lake Nebagamon, unweit des Oberen Sees, dem größten der fünf Großen Seen Nordamerikas.
Die geografischen Koordinaten von Lake Nebagamon sind 46°30′54″ nördlicher Breite und 91°42′00″ westlicher Länge. Das Gemeindegebiet erstreckt sich über eine Fläche von 37,14 km², die sich auf 32,63 km² Land- und 4,51 km² Wasserfläche verteilen.
Nachbarorte von Lake Nebagamon sind Brule (13,2 km ostnordöstlich), Winneboujou (7,9 km östlich), Solon Springs (24,4 km südsüdwestlich), Hawthorne (20,4 km westlich) und Poplar (12,3 km nordwestlich).
Die nächstgelegenen größeren Städte sind Green Bay am Michigansee (473 km südöstlich), Wisconsins Hauptstadt Madison (501 km südsüdöstlich), Eau Claire (220 km südlich), die Twin Cities in Minnesota (268 km südwestlich) und Thunder Bay in der kanadischen Provinz Ontario (357 km nordöstlich).

## Verkehr
An Lake Nebagamon führen die US-Highways 2 (nördlich) und 53 (westlich) jeweils in einer Entfernung von rund 5 km vorbei. Durch das Zentrum des Ortes führen die County Highways F und P. Alle weiteren Straßen sind untergeordnete Landstraßen, teils unbefestigte Fahrwege sowie innerörtliche Verbindungsstraßen.
Der nächste Flughafen ist der Duluth International Airport (61,8 km nordwestlich).

## Bevölkerung
Nach der Volkszählung im Jahr 2010 lebten in Lake Nebagamon 1069 Menschen in 446 Haushalten. Die Bevölkerungsdichte betrug 32,8 Einwohner pro Quadratkilometer. In den 446 Haushalten lebten statistisch je 2,4 Personen. 
Ethnisch betrachtet setzte sich die Bevölkerung zusammen aus 95,9 Prozent Weißen, 0,4 Prozent Afroamerikanern, 0,3 Prozent amerikanischen Ureinwohnern, 0,9 Prozent Asiaten sowie 0,6 Prozent aus anderen ethnischen Gruppen; 2,0 Prozent stammten von zwei oder mehr Ethnien ab. Unabhängig von der ethnischen Zugehörigkeit waren 0,7 Prozent der Bevölkerung spanischer oder lateinamerikanischer Abstammung. 
22,2 Prozent der Bevölkerung waren unter 18 Jahre alt, 62,9 Prozent waren zwischen 18 und 64 und 14,9 Prozent waren 65 Jahre oder älter. 47,5 Prozent der Bevölkerung war weiblich.
Das mittlere jährliche Einkommen eines Haushalts lag bei 60.750 USD. Das Pro-Kopf-Einkommen betrug 31.395 USD. 10,4 Prozent der Einwohner lebten unterhalb der Armutsgrenze.